# ゴーピ・クリシュナ

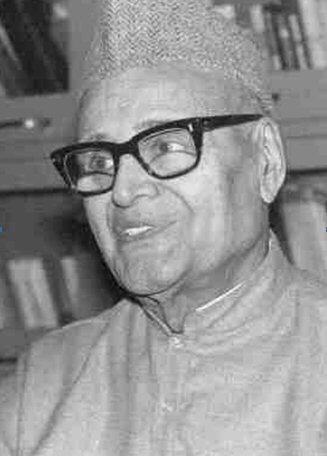
ゴーピ・クリシュナ

ゴーピ・クリシュナ（Gopi Krishna、1903年 - 1984年）は、インドのハタ・ヨーガ行者。社会運動家。シュリーナガル、ニューデリー、チューリッヒ、トロント、ニューヨークに研究所を置く、クンダリニー研究財団の創設者。

## 略歴
1903年、インドのジャンムー・カシミール州の夏季州都シュリーナガルから約32km離れたガイルーという小さな村に生まれる。17歳の頃から毎日欠かさず瞑想行を行じる。21歳の頃、カシミール州政府の公共土木局に就職。22歳の頃、ゴーピ・クリシュナの生涯において、彼の2度の瀕死の危機に献身的な看護で回復を手助けすることになる、義務感の強い7つ年下のバラムラ出身の女性と巡り合い、結婚する。
1937年、彼が34歳の頃、カシミール州の冬季州都ジャンムーで、一心不乱に瞑想行を行じていたところ、ヨーガにおいて悟りを得るために必要とされているクンダリニー覚醒・サマーディを体験する。しかし、クンダリニーエネルギーがピンガラー（太陽）回路のみを通っており、尚且つその覚醒があまりに急なものであり、彼はそれを受容するための開発された肉体を持っていなかった。そのため、その後の数ヶ月間、生死を彷徨うほどの神経の損傷、極度の肉体的・精神的疲労を経験することとなる。七転八倒の末、体内のイダー（月）回路を意識し、それが活性化するように念じたところ、一命を取り留めることに成功する。直後、体内を駆け巡るクンダリニーエネルギーが内臓や神経の損傷したところに留まり、修復しているのを彼は感じたという。
それから年月が流れ、以前とほぼ変わらないほど体力が回復したある日、今までと同じ見慣れた風景を何気なく見やったところ、自己の目を疑うような銀色に輝く美しい光景に見え、驚愕を憶える。そして1943年12月、これまで控えていた深く長く集中した瞑想をまたやってみたいという衝動に駆られ、遂にそれを実行に移すことを決意する。6年前のクンダリニー覚醒体験以上の無限定の大海に洗われる、筆舌に尽くしがたい深遠なる境地、大我に没入しつつも僅かながら個我が残存しているといった深いサマーディに浸ることになる。しかしその瞑想も、個我主導の、神への帰命の精神に欠ける瞑想であったため、6年前と同様のクンダリニーの暴発を経験し生死を彷徨ってしまうが、なんとか回復に至る。
2度の暴発体験を踏まえ、その後の彼は、エゴの力みをなくし、自然に任せ大我に沈み込んでいくような形で瞑想を行うようになる。2度の霊的死闘を乗り越えた彼は、そうするだけで、なんなくサマーディに入定できるまでに成長した。
1946年、彼は州の冠婚葬祭の簡素化運動を推進する団体を結成する。しかし当時は支持者より反対者の方が多く、運動中止に追い込まれるが、その後、30万人とも100万人ともいわれている犠牲者を出したカシミール問題に際し、彼と彼の団体は、略奪の被害者や死亡者の遺族を救援する。いつものように救援活動に従事していた1949年末、彼が46歳の頃1編の詩を作り、その後詩作を行うようになり、後に詩集を上梓している。1950年、権力闘争等の世俗的な諸問題から逃れ、平穏な修行生活に専念するため、長年勤めていたカシミール州政府の事務職を辞職する。
その後、スリナガルにクンダリニー研究財団を設立。研究者と共に、まだ科学では解明されているとはいえない、生命の未知の神秘の解明に尽力した。1984年、80年余りの生涯を終える。

## 主な著書
- 『クンダリニー』 中島巌訳、平河出版社、1980年。
- 『悟りへの道』 藤倉啓次郎訳、森北出版、1985年。
- 『熱核戦争の脅威』新津兼義訳、たま出版、1982年。